# Bulgares de Macédoine

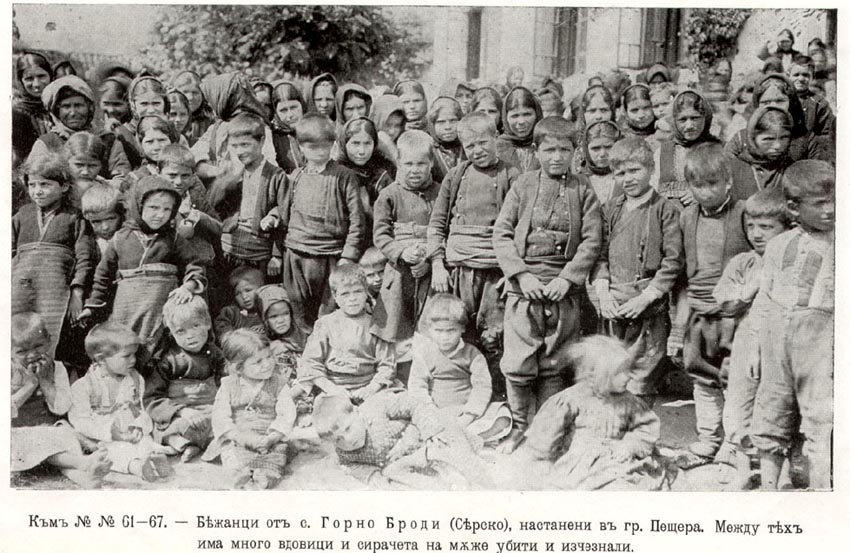
Des réfugiés bulgares de la Macédoine après la Deuxième Guerre Balkanique.

Les Bulgares de Macédoine ou Bulgares macédoniens (bulgare : Македонски българи or Mакедонци), parfois aussi appelés Macédo-bulgares, voire Macédono-bulgares sont les membres du groupe ethnique bulgare,,, habitant la Macédoine.
Au XXIe siècle « Bulgares de Macédoine » ne s'applique plus à la majorité des habitants slaves de la Macédoine du Nord, désormais couramment appelés « Macédoniens » malgré la polysémie de ce nom, mais seulement à la minorité qui, au sein de cette population, s'auto-désigne comme « Bulgare », et aux habitants de l'oblast de Blagoevgrad (ou Macédoine du Pirin) en Bulgarie.

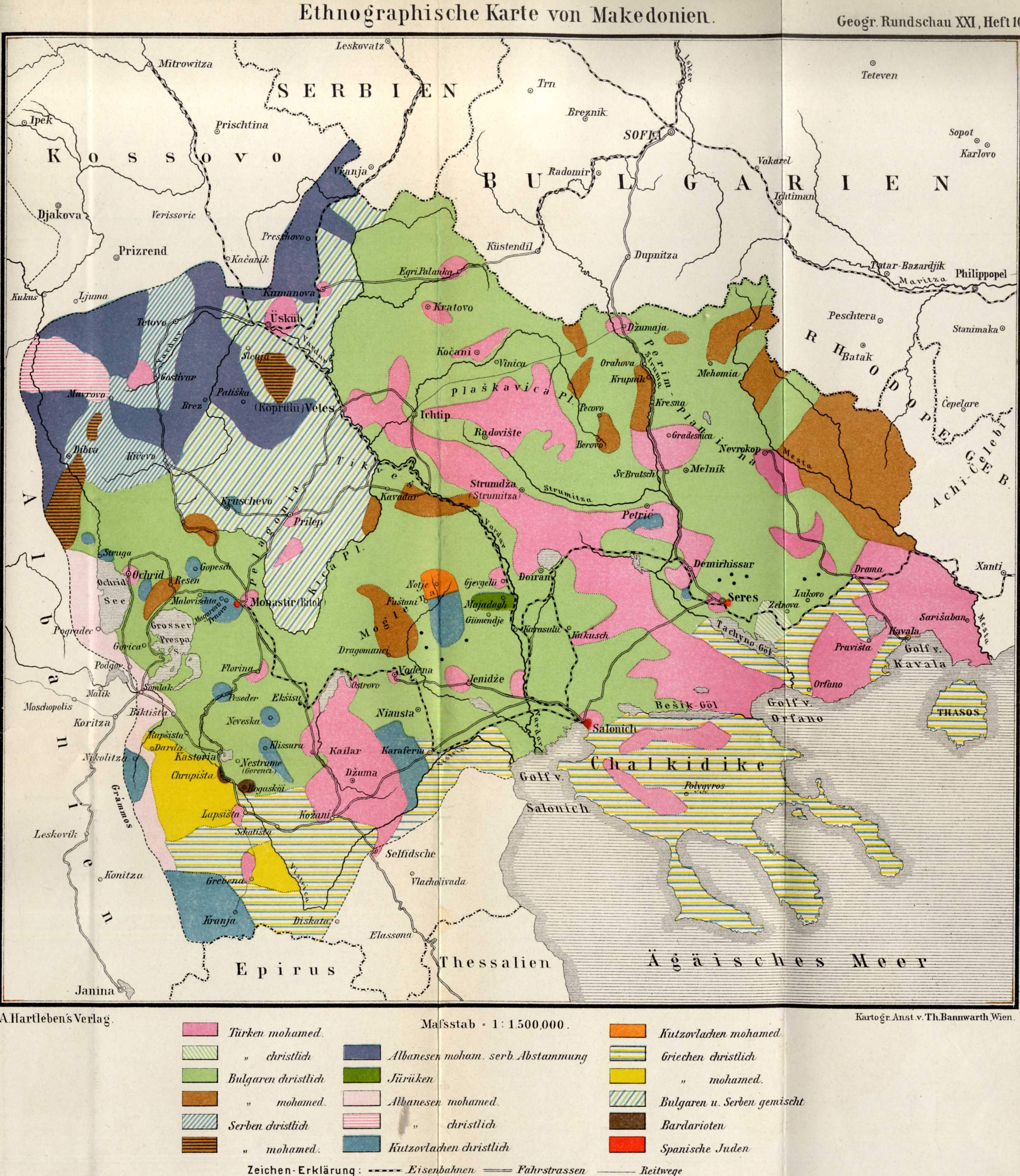
Carte austro-hongroise de 1892 montrant (en vert uni) les Macédoniens slaves comptés comme Bulgares dans l'ensemble de la Macédoine, alors ottomane.

## Histoire
Les Slaves de la Macédoine ont été considérés (à la fois par eux-mêmes et par l'étranger) comme étant des Bulgares du Xe au XXe siècle,,,. Ainsi, au début du XXe siècle, les Bulgares décomptés comme tels constituaient la majorité de la population de la région de Macédoine qui faisait alors partie de l'Empire ottoman. L'Exarchat bulgare aussi distinguait, au sein de la « nation » chrétienne orthodoxe de l'Empire ottoman, entre Bulgares, Serbes, Valaques et Grecs sur des bases linguistiques : les premiers étaient largement majoritaires dans l'intérieur des terres, les seconds étaient présents sur les marges nord de la région de Macédoine, les troisièmes sur les piémonts des montagnes du sud et les derniers sur les côtes égéennes et en Chalcidique. Toutefois, ces communautés n'avaient pas la même attitude politique. Les Serbes et les Grecs de Macédoine s'alignaient sur les politiques de leurs centres nationaux respectifs (Serbie et Grèce) tandis que les Bulgares et les Valaques, plus loyaux envers la « Sublime Porte » ottomane, se construisirent une identité régionale, d'autant qu'un partie d'entre eux, respectivement les Pomaques et les Moglénites, s'était convertie à l'islam. Le terme « macédonien » reflétait alors ce loyalisme.
Les guerres balkaniques (1912-1913) ainsi que la Première Guerre mondiale (1914-1918) aboutirent à une partition de la Macédoine ottomane entre la Grèce, la Serbie, la Bulgarie et l'Albanie, et entraînèrent d'importants changements dans sa composition ethnique. Ainsi, les Grecs et les Serbes expulsèrent de leurs nouveaux territoires les popes bulgares, et réciproquement. Le caractère multiculturel de la Macédoine s'effaça alors au profit des identités nationales exclusives l'une de l'autre, car à l'époque c'étaient le plus souvent les popes qui remplissaient le rôle d'instituteurs (δασϰάλοι, даскали), et maintenaient les paroisses la culture de leurs diverses communautés. Suivant ses guides spirituels, une partie de la population slave non-serbe de Macédoine partit vers la Bulgarie où elle fut réinstallée. La population bulgare restant dans la banovine serbe du Vardar fut désormais considérée comme « Serbe du Sud » et instruite par des popes (puis par des instituteurs laïcs) serbes. En Grèce, les Macédoniens du Sud, eux, étaient instruits par des popes (puis par des instituteurs laïcs) grecs, et furent désormais désignés comme « Grecs slavophones ».
Cependant, la plupart des chercheurs s'accordent à dire que la majeure partie de la population slave de la région avait encore une forte identité bulgare au début des années 1940, au point que les troupes bulgares, occupant la majeure partie de la région, y furent accueillies en libératrices. C'est pendant la Seconde Guerre mondiale et en raison des exactions de la Wehrmacht alliée à la Bulgarie que la majorité des Slaves de Macédoine rejeta l'identité bulgare sans pour autant adopter l'identité serbe, et se forgeant ainsi sa propre identité « macédonienne ». Toutefois, même si la conscience nationale macédonienne était encore minoritaire, ou embryonnaire avant les années 1940,,, le processus d'édification de la nation avait débuté au XIXe siècle à travers les komitadjis de l'Organisation révolutionnaire intérieure macédonienne (ORIM) et de l'Organisation révolutionnaire intérieure macédono-andrinopolitaine (ORIMA), et a été relancé par le titisme militant pour une « fédération balkanique ».
Ce projet ayant échoué, les nouvelles autorités yougoslaves ont lancé une politique visant à combattre l'influence bulgare dans la République socialiste de Macédoine. Ainsi, à partir de 1944 jusqu'à la fin des années 1940, les personnes se réclament de l'ethnie bulgare ont été opprimées. Selon certaines sources, plus de 100 000 hommes ont été emprisonnés et quelque 1 200 membres de l’intelligentsia bulgare ont été condamnés à mort. En outre, la politique centralisatrice de la République populaire de Bulgarie a été elle aussi discriminante envers les Bulgares originaires de Macédoine, ce qui, à l'époque, a jeté la communauté dans la confusion quant à son appartenance à l'une ou l'autre nation,. En conséquence, la majeure partie des Bulgares macédoniens furent « macédonisés », hellénisés ou albanisés.
Néanmoins, de nombreux citoyens se sentant bulgares vivent encore en Macédoine du Nord, en Grèce et en Albanie,,. Dans les années qui suivirent l'adhésion à l'Union européenne de la Bulgarie, autour de 60 000 Macédoniens demandèrent ainsi la nationalité bulgare pour laquelle ils doivent signer une déclaration attestant qu'ils sont Bulgares d'origine,. Cependant, il n'y a pas d'informations précises sur la façon dont de nombreux ressortissants macédoniens se considèrent Bulgares au sens ethnique car ce phénomène a aussi des raisons politiques et économiques (la Bulgarie et la Grèce sont membres de l'Union européenne, la Macédoine du Nord non).